# 遠山直廉
遠山 直廉（とおやま なおかど）は、戦国時代の美濃国の国衆。
阿寺城を築き明照遠山氏の初代となったが、後に苗木遠山氏を嗣ぎ苗木城主となり、恵那郡北部と加茂郡東部を統治した。

## 経歴
直廉は、美濃国東部の有力な国衆であった岩村城主の遠山景前の三男として生まれた。
次兄の遠山武景が、苗木遠山氏の養子となっため、直廉は美濃国恵那郡手賀野村(現在の岐阜県中津川市手賀野)に阿寺城を築いて明照遠山氏の初代となった。
天文21年（1552年）、次兄の武景が京都見物から帰る際に近江から鈴鹿山脈を越えて伊勢湾を尾張へ渡る舟に乗船中に盗賊の船に襲われて殺害されたため、直廉が苗木遠山氏を嗣ぐこととなり、高森山砦を拡張し苗木城主となった。
遠山氏は斎藤道三の下剋上により、一時的に斎藤氏に従属するが、天文23年（1554年）、信濃国を領国化（信濃侵攻）していた甲斐武田氏が遠山氏の領地と接する信濃の伊那郡を制圧すると遠山七頭は武田氏の傘下に入った。
弘治2年（1557年）7月に、父の景前が病没して後継者争いが起こると、武田晴信の後押しで、長兄の景任が岩村遠山氏の当主となった。一方で、遠山氏は、斎藤氏を圧迫して美濃に勢力を伸ばす織田氏とも誼を通じた。
永禄3年（1560年）桶狭間の戦いに直廉は、苗木勘太郎の名乗りで織田方として参戦している。苗木勘太郎は尾張国を統一した織田信長の妹を妻に娶った。
当時の遠山氏は武田・織田両氏に属する両属状態で、大圓寺・安国寺・政秀寺の外交僧を通じて、武田・織田間の外交を仲介した。
武田氏と織田氏は永禄年間に友好的関係（甲尾同盟）を持ち、『甲陽軍鑑』によれば、
永禄8年頃、信長は苗木勘太郎(直廉)の一人娘（龍勝院）を養女とし、信玄庶子の諏訪勝頼（武田勝頼）の室として嫁がせている。
これによって遠山氏を介して武田・織田両家の連衡が成立した。勝頼に嫁いだ龍勝院は武田信勝を出産した。通説ではこれは直廉の子とされる。
永禄11年（1568年）、直廉は信玄に従って駿河侵攻に参加した。
天文・弘治年間（1532年～1558年）は遠山氏と飛騨の三木氏は良好な関係を保っていたようで、岩村遠山氏が三木氏の領地である下呂温泉に湯治に行くほどであった。
永禄12年（1569年）、信玄より三木自綱の弟で、武田氏から離反した三木次郎右衛門尉を攻めるように命じられたため、飛騨国益田郡に侵攻し大威徳寺の戦いにて矢傷を受けて苗木城に戻った。
また同年、苗木遠山氏の菩提寺であった廣恵寺からの求めに応じて禁制を下している。
永禄12年（1569年）6月に菩提寺の廣恵寺からの求めに応じて下した禁制の内容は以下のとおりである。
- 一、山林竹木伐取り、牛馬放し飼い不可の事
- 一、寺方に背く悪僧、当役為る者成敗有る可く、万一腕力及ばすは此方へ申し付く可き事
- 一、寺家門前は諸役以下一切免除の事
- 右旨、違背の輩に於いては、罪科に処す可き者也、件の如し
- 永禄拾二己巳稔六月　日　直廉

(高札　広恵寺禁制　中津川市史〔史料編25〕(永禄12年)　遠山氏所蔵)
永禄12年（1569年）6月18日に、三木氏との戦で受けた矢傷がもとで、苗木城にて没した。(『高森根元』)
直廉には男子がなく苗木遠山氏は再び断絶したので、信長は飯羽間遠山氏の遠山友勝を苗木城主にして嗣がせた。

## 諸説
- 威徳寺合戦は、永禄2年（1556年）、同13年（1570年）、元亀3年（1572年）という説もある。

## 直廉の別名
直廉は、武田信玄の書状に遠山左衛門尉・同左近助の連署で度々登場する人物の後者、「左近助」という人物であるとされる。
『高森根元記』にある、天文年間に苗木城を築き、永禄12年（1569年）に死去したという遠山正廉を、直廉と同一人物とする説もある一方で、直廉の名を記す一次史料である、永禄12年（1569年）6月付の「廣恵寺制札」が存在し、この制札は直廉が養父の死によりその領地を引き継いだことを福岡村へ公示したものと見られ、直廉の養父が正廉であるとする説もある。

前述のように苗木勘太郎と直廉を同一人物とする説もあるが、谷口克広はこの説をとる。苗木勘太郎は、苗木城主の通称であり、指し示す人物は歴代苗木遠山家の当主が候補となっているので、他に遠山友勝や遠山友忠を、苗木勘太郎とする説がある。

## 苗木勘太郎同一人物説
苗木勘太郎の書状は残っていないが、以下の様に軍記物に登場する。
苗木勘太郎は、永禄3年（1560年）織田信長の要請で五百余騎を引きつれて5月13日に自領を出立し、5月15日に清洲城に入り、桶狭間の戦いに参戦、美濃国で2万石を受領したとされる。また、信長の妹（苗木勘太郎室）の婿であり、その娘（龍勝院）は幼少の頃から信長のもとで育てられ、永禄8年（1565年）11月13日に武田勝頼に嫁いだとされる。そして、元亀元年（1570年）武田氏との上村合戦に織田方として参戦して武田家臣・秋山虎繁に敗れたという。

苗木勘太郎は、苗木城主の通称であり、指し示す人物は歴代3名の城主が候補となる。『遠山来由記』は、織田信秀の代から織田氏と縁が深くその支援で所領を広げた人物である事から遠山友勝とする説をとる。また、『苗木伝記』では遠山友忠を、『遠山家系図』などでは遠山直廉を苗木勘太郎とする説をとる。